# Cy Denneny
Cyril Joseph "Cy" Denneny, född 23 december 1891 i Farran's Point, Ontario, död 10 september 1970 i Ottawa, Ontario, var en kanadensisk professionell ishockeyspelare och ishockeytränare. Denneny spelade för Toronto Shamrocks, Toronto Blueshirts och Ottawa Senators i NHA samt för Ottawa Senators och Boston Bruins i NHL.

## Karriär
Cy Denneny vann Stanley Cup fyra gånger med Ottawa Senators – 1920, 1921, 1923 och 1927 – samt en gång med Boston Bruins som spelande tränare säsongen 1928–29. Säsongen 1932–33 tränade Denneny även Ottawa Senators.
Säsongen 1923–24 vann Cy Denneny NHL:s poängliga efter att ha gjort 22 mål och 2 assists för totalt 24 poäng på 22 matcher för Ottawa Senators.
Cy Dennenys yngre bror Corb Denneny var även han professionell ishockeyspelare och spelade för Toronto Blueshirts och Ottawa Senators i NHA samt för Toronto Arenas, Toronto St. Patricks, Hamilton Tigers, Toronto Maple Leafs och Chicago Black Hawks i NHL.

## Statistik

### Spelare
| 1910–11            | Cornwall Internationals | LOVHA              | 8   | 4   | 0  | 4   | 0   | —  | —  | — | —  | —  |
| 1911–12            | Cornwall Internationals | LOVHA              | 8   | 9   | 0  | 9   | 16  | —  | —  | — | —  | —  |
| 1912–13            | Russell Athletics       | LOVHA              | —   | —   | —  | —   | —   | —  | —  | — | —  | —  |
| 1913–14            | Cobalt O'Brien Mines    | CoMHL              | 9   | 12  | 0  | 12  | 8   | —  | —  | — | —  | —  |
| 1914–15            | Russell H.C.            | LOVHA              | 3   | 3   | 0  | 3   | —   | —  | —  | — | —  | —  |
| 1914–15            | Toronto Shamrocks       | NHA                | 8   | 6   | 0  | 6   | 43  | —  | —  | — | —  | —  |
| 1915–16            | Toronto Blueshirts      | NHA                | 24  | 24  | 4  | 28  | 57  | —  | —  | — | —  | —  |
| 1916–17            | Ottawa Senators         | NHA                | 10  | 3   | 0  | 3   | 17  | 2  | 1  | 0 | 1  | 8  |
| 1917–18            | Ottawa Senators         | NHL                | 20  | 36  | 10 | 46  | 80  | —  | —  | — | —  | —  |
| 1918–19            | Ottawa Senators         | NHL                | 18  | 18  | 4  | 22  | 58  | 5  | 3  | 2 | 5  | 6  |
| 1919–20            | Ottawa Senators         | NHL                | 24  | 16  | 6  | 22  | 31  | —  | —  | — | —  | —  |
|                    |                         | Stanley Cup        | —   | —   | —  | —   | —   | 5  | 0  | 2 | 2  | 3  |
| 1920–21            | Ottawa Senators         | NHL                | 24  | 34  | 5  | 39  | 10  | 2  | 2  | 0 | 2  | 5  |
|                    |                         | Stanley Cup        | —   | —   | —  | —   | —   | 5  | 2  | 2 | 4  | 13 |
| 1921–22            | Ottawa Senators         | NHL                | 22  | 27  | 12 | 39  | 20  | 2  | 2  | 0 | 2  | 4  |
| 1922–23            | Ottawa Senators         | NHL                | 24  | 23  | 11 | 34  | 28  | 2  | 2  | 0 | 2  | 2  |
|                    |                         | Stanley Cup        | —   | —   | —  | —   | —   | 6  | 1  | 2 | 3  | 10 |
| 1923–24            | Ottawa Senators         | NHL                | 22  | 22  | 2  | 24  | 10  | 2  | 2  | 0 | 2  | 2  |
| 1924–25            | Ottawa Senators         | NHL                | 29  | 27  | 15 | 42  | 16  | —  | —  | — | —  | —  |
| 1925–26            | Ottawa Senators         | NHL                | 36  | 24  | 12 | 36  | 18  | 2  | 0  | 0 | 0  | 4  |
| 1926–27            | Ottawa Senators         | NHL                | 42  | 17  | 6  | 23  | 16  | 6  | 5  | 0 | 5  | 0  |
| 1927–28            | Ottawa Senators         | NHL                | 44  | 3   | 0  | 3   | 12  | 2  | 0  | 0 | 0  | 0  |
| 1928–29            | Boston Bruins           | NHL                | 23  | 1   | 2  | 3   | 2   | 2  | 0  | 0 | 0  | 0  |
| NHA totalt         | NHA totalt              | NHA totalt         | 42  | 33  | 4  | 37  | 117 | 2  | 1  | 0 | 1  | 8  |
| NHL totalt         | NHL totalt              | NHL totalt         | 328 | 248 | 85 | 333 | 301 | 25 | 16 | 2 | 18 | 23 |
| Stanley Cup totalt | Stanley Cup totalt      | Stanley Cup totalt | —   | —   | —  | —   | —   | 16 | 3  | 6 | 9  | 26 |

### Tränare
M = Matcher, V = Vinster, F = Förluster, O = Oavgjorda, P = Poäng
| Lag             | Säsong     | Grundserie | Grundserie | Grundserie | Grundserie | Grundserie | Grundserie              | Slutspel         |
| Lag             | Säsong     | M          | V          | F          | O          | P          | Resultat                | Resultat         |
| --------------- | ---------- | ---------- | ---------- | ---------- | ---------- | ---------- | ----------------------- | ---------------- |
| Boston Bruins   | 1928-29    | 44         | 26         | 13         | 5          | 57         | 1:a i American Division | Vann Stanley Cup |
| Ottawa Senators | 1932-33    | 48         | 11         | 27         | 10         | 32         | 5:a i Canadian Division | –                |
| NHL totalt      | NHL totalt | 92         | 37         | 40         | 15         | 89         |                         |                  |